# Cratynius crypticus
Cratynius crypticus är en loppart som beskrevs av Hopkins et Traub 1955. Cratynius crypticus ingår i släktet Cratynius och familjen smågnagarloppor. Inga underarter finns listade i Catalogue of Life.